# Лобково (Вологодская область)
Лобково — деревня в Вологодском районе Вологодской области.
Входит в состав Марковского сельского поселения, с точки зрения административно-территориального деления — в Марковский сельсовет.
Расположено на правом берегу реки Лежа, при впадении Комелы в Лежу.
Расстояние по автодороге до районного центра Вологды — 37 км, до центра муниципального образования Васильевского — 15 км. Ближайший населённый пункт — Низьма.
По переписи 2002 года население — 22 человека (8 мужчин, 14 женщин). Всё население — русские.